# Congee
Il congee (dal tamil கஞ்சி: kañci) è un particolare porridge di riso. Nel continente asiatico, in particolare in Cina, viene consumato principalmente per colazione.

## Varietà regionali

### Asia orientale

#### Cina
Il congee cinese (粥S, zhōuP, chou1W, in cantonese juk, in mandarino zhōu, in jyutping zuk) varia da regione a regione a seconda delle quantità di acqua impiegata nella cottura e della consistenza ottenuta. Quello cantonese prevede una lunga cottura del riso con molta acqua fino a quando i chicchi si sciolgono e si forma un denso porridge.

#### Corea

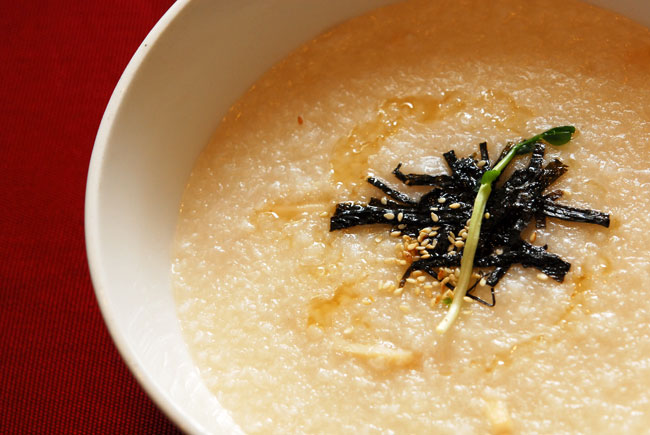
Jeonbok-juk (juk coreano con abaloni).

Il juk (죽?, 粥?, chukMR) coreano si ottiene bollendo il riso, oppure altri cereali o legumi (come fagioli, sesamo, noci e zucca) in più acqua rispetto a quando si prepara il bap. Viene consumato caldo, specialmente come colazione. Grazie alla consistenza morbida e ai comprovati benefici nutrizionali, è un classico piatto da convalescenza servito ai malati, ed è considerato ideale per bambini piccoli e anziani in virtù della sua digeribilità.
La letteratura coreana antica menziona almeno quaranta varietà di juk: bianco (huinjuk), con latte (tarak-juk), con frutta (yeolmae-juk), con fagioli, frutti di mare o carne. Si ritiene che usare ingredienti come lacrime di Giobbe, radici di loto, castagne d'acqua o arrowroot conferisca al juk effetti medicinali.

#### Giappone
In Giappone si chiama okayu (白粥) ed è preparato con una minore quantità d'acqua e un più breve tempo di cottura rispetto al juk cantonese, risultando meno denso. Ancora più liquido è lo zosui, simile ad una zuppa di riso. Esiste anche un tipo particolare di congee chiamato nanakusa gayu, generalmente consumato durante la festività del capodanno giapponese.

#### Taiwan
Il congee taiwanese è di due tipi: semplice, quindi di solo riso, oppure aromatizzato con la patata dolce, una ricetta nata tra gli anni cinquanta e sessanta quando il riso scarseggiava. La varietà di patata più usata è quella gialla, mentre quella rossa viene evitata perché ha un contenuto di zuccheri superiore e si sfalda troppo facilmente. Il congee viene servito con un'ampia varietà di contorni, sia vegetali che animali.

### Asia sud-orientale

#### Cambogia

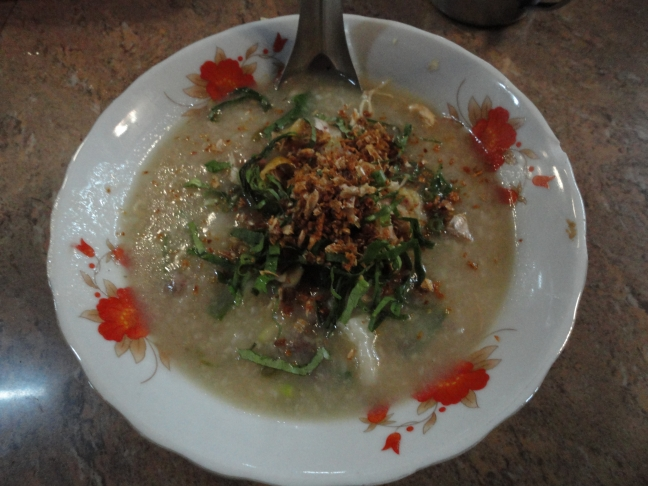
Pollo congee della Cambogia

Nella lingua khmer, il congee è chiamato babor. È un cibo utilizzato solitamente per prima colazione insieme al kuyteav, un altro cibo popolare cambogiano per prima colazione. Il babor è diffuso in tutta la Cambogia, sia in campagna che nelle città.
Può essere mangiato puro o con una varietà di contorni come salsa di soia, aggiunta per esaltarne il sapore, oppure con pesce secco salato o con "grissini" fritti.
Esistono due principali versioni di babor: quello puro e il babor al pollo (babor mŏən). Esso viene normalmente mangiato durante la stagione fredda e secca o quando una persona è ammalata. Con il babor viene preparata una varietà di guarniture, che può essere aggiunta per esaltarne il sapore, quali germogli di fagiolo, cipolle, coriandolo, pepe insieme a bastoncini di pesce fritto. Rispetto al babor puro, quello con il pollo contiene anche un maggior numero di erbe.

#### Filippine

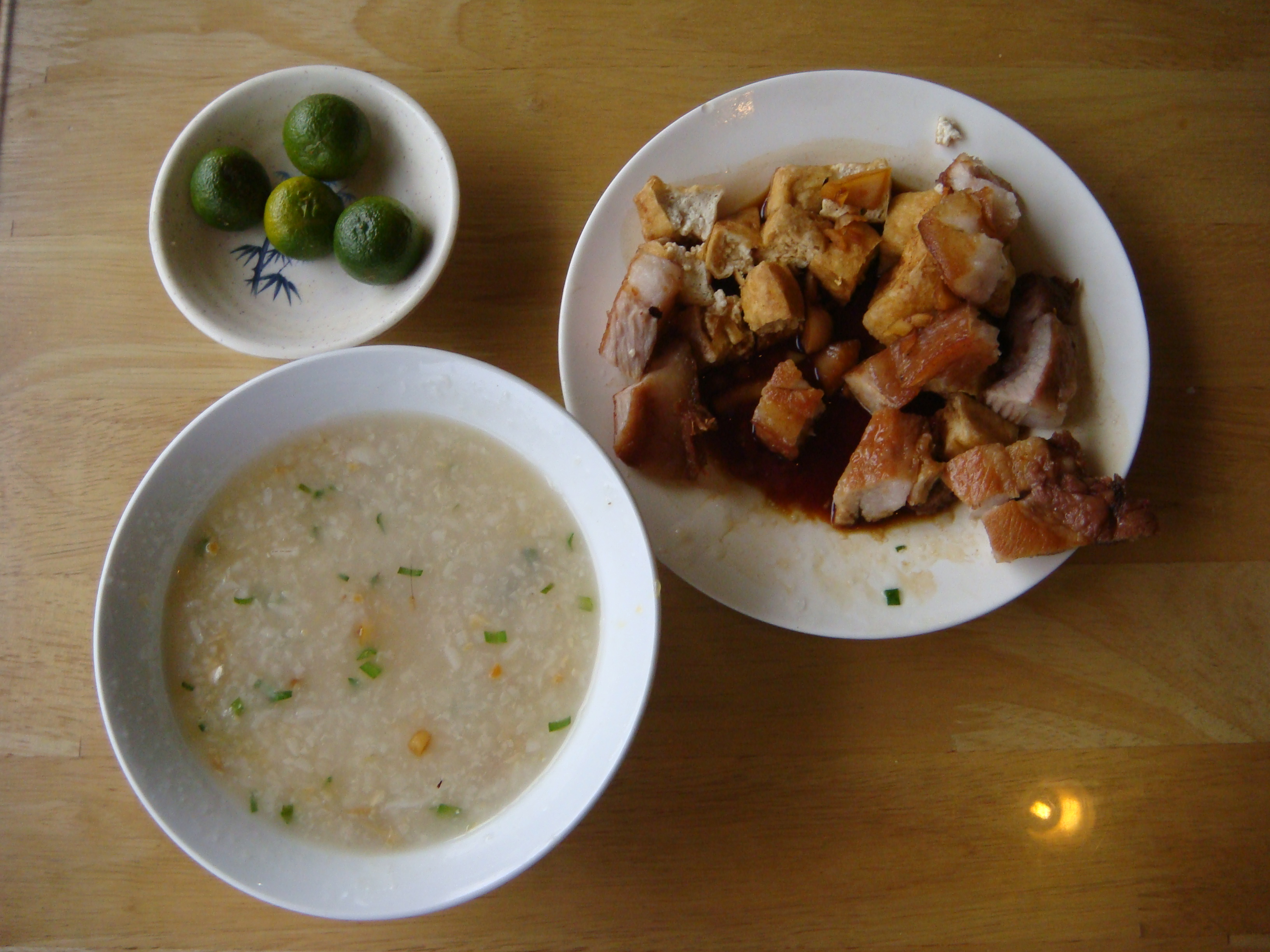
Bulacan Lugaw na tokwa't baboy, riso gruel con tokwa at baboy (tofu e maiale, comunemente chiamato "LTB")

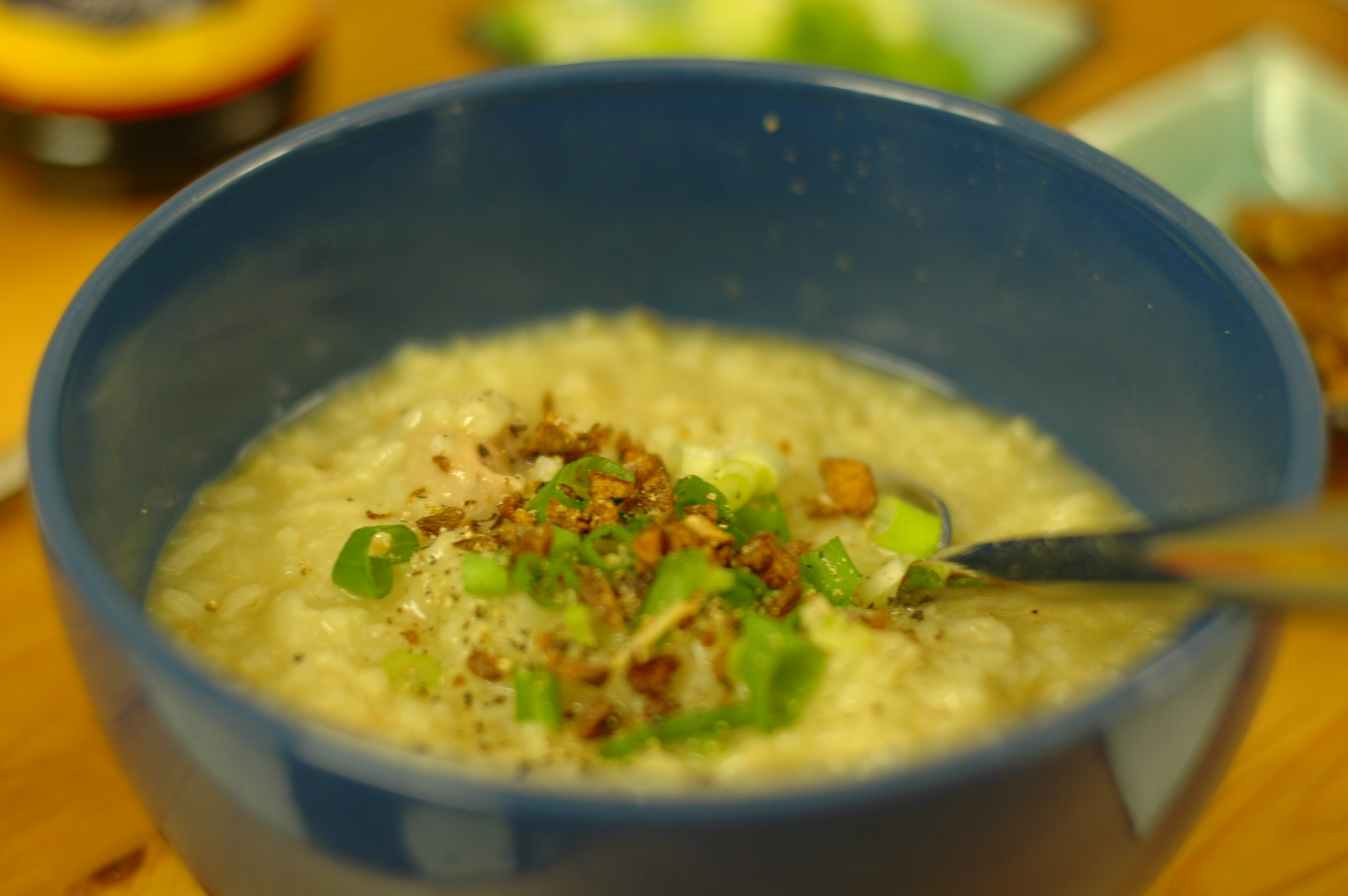
Arroz caldo, pollo con riso gruel e ginger, scalogno, aglio tostato e cartamo

Lugaw è il termine generico filippino per indicare il riso gruel (questo piatto è talvolta chiamato porridge di riso e nelle Filippine lugaw o lugao (da Tagalog)). Comprende un'ampia varietà di versioni, che va da piatti saporiti molto simili al congee di stile cinese, ai piatti di dessert. Nell'arcipelago delle Visayas, i lugaw saporiti sono noti come pospas. Il lugaw usa tipicamente riso glutinoso (Tagalog: malagkit; Visayan: pilit). Esso è generalmente più spesso degli altri congee asiatici, mantenendo la forma del riso.
Le versioni saporite di lugaw sono aromatizzate con zenzero e tradizionalmente sormontate da scalogno e da aglio tostato; per questa funzione può anche essere utilizzato cartamo rosso (kasubha), soprattutto come guarnitura a scopo estetico e per conferire al piatto maggior attrattiva. Come con il giapponese okayu, può essere utilizzato pesce o pollo per insaporire il brodo. Le varianti più popolari di lugaw comprendono arroz caldo (pollo), goto (trippa di vitello), lugaw na baboy (maiale), lugaw na baka (manzo) e lugaw na tokwa't baboy (tofu a fette e maiale). Possono esservi altre versioni quali tinapa (pesce affumicato), palaka (cosce di rana), utak (cervella di maiale), dila (lingua di maiale) e litid (legamenti di manzo). Essi sono tradizionalmente stagionati con calamondini, salsa di pesce (patis), salsa di soia (toyo), e pepe nero. Vengono spesso serviti agli ammalati e agli anziani e sono favoriti tra i filippini, che vivono in climi più freddi poiché sono caldi, soffici e di facile digestione.
Tra le versioni dessert del lugaw vi sono champorado (lugaw con cioccolato fatto in casa e sormontato da latte), binignit (lugaw in latte di noci di cocco con vari frutti e radici) e ginataang mais (lugaw con pannocchie dolci e latte di cocco), tra gli altri. Come le versioni saporite, essi sono generalmente mangiati a colazione, ma possono essere anche mangiati come snack. Nelle zone di lingua hiligaynon, lugaw può riferirsi a binignit.

#### Indonesia

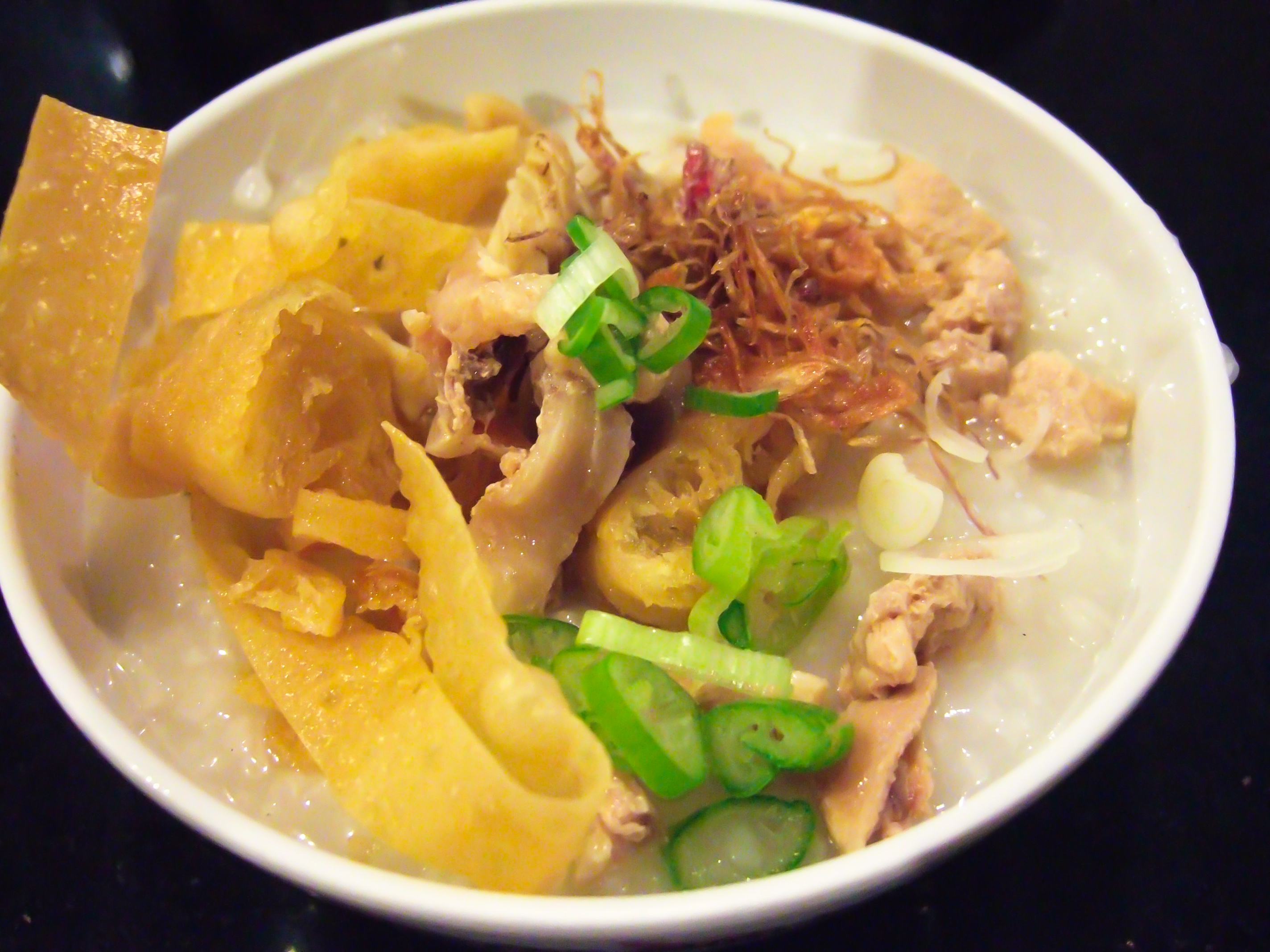
Bubur ayam, pollo congee Indonesiano

In lingua indonesiana, il congee è chiamato bubur ed è un popolare cibo per colazione. Venditori ambulanti di bubur ayam passano frequentemente attraverso vie residenziali di mattino vendendo il piatto. Una versione popolare è il bubur ayam è un congee con carne di pollo sminuzzata e viene servito con numerosi condimenti, quali cipolle verdi, scalogni fritti croccanti, semi di soia fritti, ciambelle fritte cinesi (youtiao, noti in Indonesia come cakwe), entrambi salati, e salsa di soia dolce, talvolta sormontati da brodo giallo di pollo e kerupuk (crackers di stile indonesiano). Diversamente da alcuni altri piatti indonesiani, non è speziato; il sambal, o pasta chili, viene servita separatamente.
Alcuni venditori di cibo servono con esso sate, fatto di uova di quaglia o intestino di pollo, fegato, ventriglio o cuore.
Sulla costa nord di Bali, in un villaggio chiamato Bondalem, c'è un piatto di congee locale chiamato mengguh, un popolare pollo locale con vegetali e riso congee, che è speziato più del comune bubur ayam e più simile al tinutuan, usando una miscela di cipolle, aglio, semi di coriandolo, pepe e peperoncino.
In un'altra regione dell'Indonesia — la città di Manado, nel Sulawesi del Nord, vi è un tipo di congee molto popolare chiamato tinutuan, o anche noto come bubur Manado (porridge manadonese). Si tratta di porridge di riso servito con un ampio ammontare di vegetali. Un po' diverso da quello venduto a Giava, è fatto con porridge di riso arricchito con vegetali, tra i quali kangkung (ipomoea aquatica), nuclei di grano, patate dolci, pesce fritto secco, foglie di kemangi (lemon basil) e foglie di melinjo (Gnetum gnemon).
Nelle zone orientali dell'Indonesia il loro tipo di congee è chiamato Papeda ed è preparato con i fiori di sago. È un alimento di base per gli abitanti delle isole Molucche e per i Papuani. Usualmente viene mangiato con zuppa gialla fatta col tonno o pesce mubara, speziato con curcuma e limetta.

#### Laos
In Laos è molto popolare e prende il nome khao piak khao (ເຂົ້າປຽກເຂົ້າ), è particolarmente denso e si consuma a colazione. Si prepara con brodo e diverse parti di pollo, meno frequentemente con maiale. Nel brodo vi sono anche galanga, citronella, foglie di combava, scalogno, aglio, e foglie di coriandolo.

#### Birmania
Il congee di riso in Birmania si chiama san byoke.

#### Singapore
La versione singaporiana del congee è il porridge Teochew, che si consuma sia a colazione che a cena, spesso accompagnato da una selezione di contorni della cucina singaporiana-cinese. Sebbene non esista una lista fissa, si tratta solitamente di lor bak (maiale brasato), pesce al vapore, spinaci d'acqua saltati in padella (kangkong goreng), uova salate, tortini di pesce, tofu, omelette, carne trita, tau kway brasato, Hei Bee Hiang (pasta di peperoncino e gamberetti fritti) e verdure.

#### Thailandia
In Thailandia si trovano due tipi di porridge di riso: il più denso viene chiamato jok (โจ๊ก) e il più brodoso khao tom (ข้าวต้ม, "riso bollito").

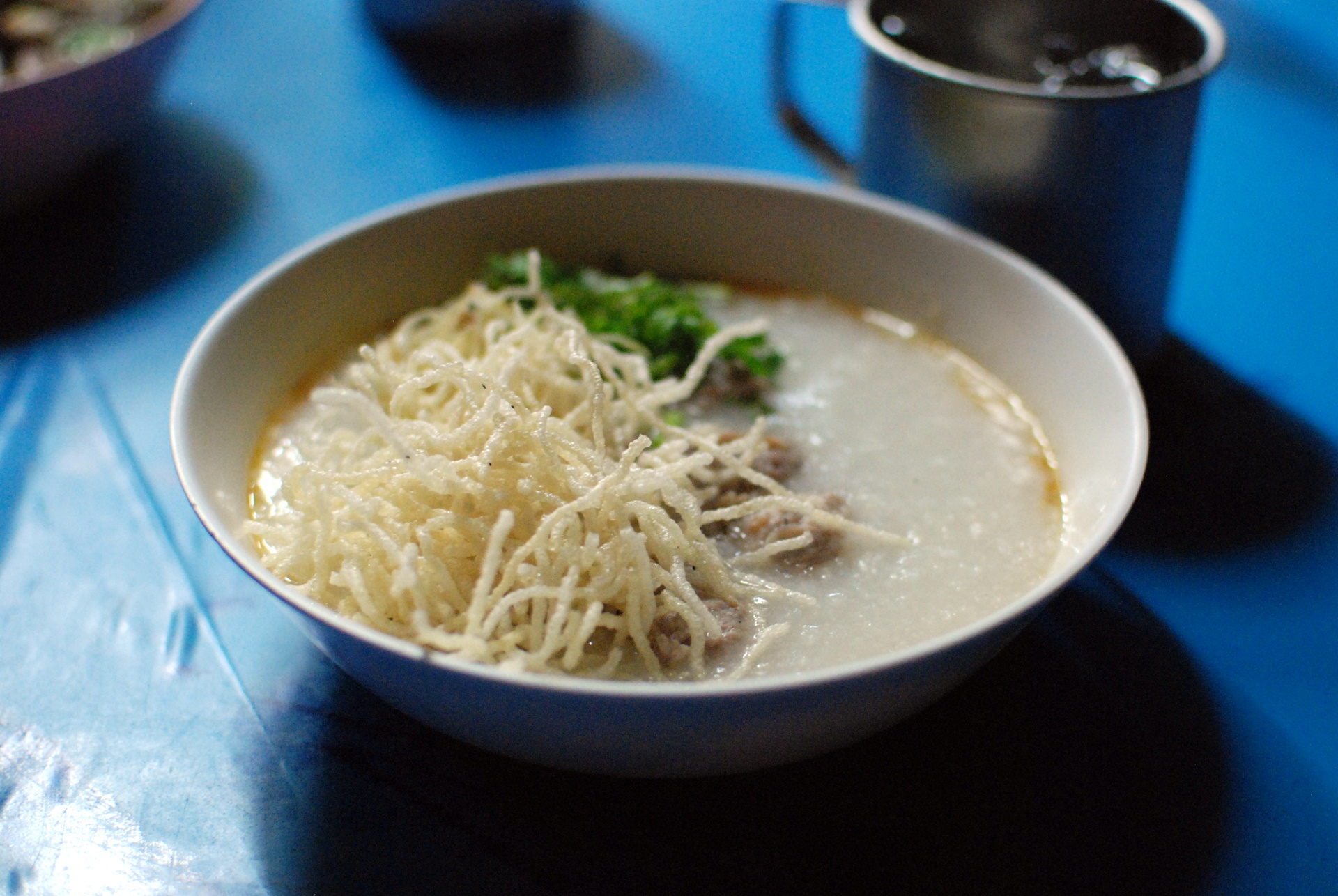
Jok con maiale

La jok è particolarmente densa e si ottiene utilizzando chicchi di riso spezzati, che durante la cottura si sciolgono facilmente dando luogo a un denso porridge. Si fa bollire il riso per lungo tempo in acqua abbondante fino allo scioglimento dei chicchi. Normalmente, secondo la tradizione cinese, si aggiungono palline di maiale macinato e interiora, ma tra le comunità musulmane si usa il pollo invece del maiale. Altri ingredienti aggiunti a tavola sono zenzero fresco a striscette, cipollotti a fette, salsa di soia, sottaceti, pepe, peperoncino secco macinato e spaghettini di riso fritti. A richiesta viene aggiunto un uovo crudo e i vegetariani possono chiedere di non aggiungere carne. Viene consumata preferibilmente a colazione ma è molto popolare anche in tarda serata. Spesso si aggiungono i pathongko, gli youtiao thailandesi.

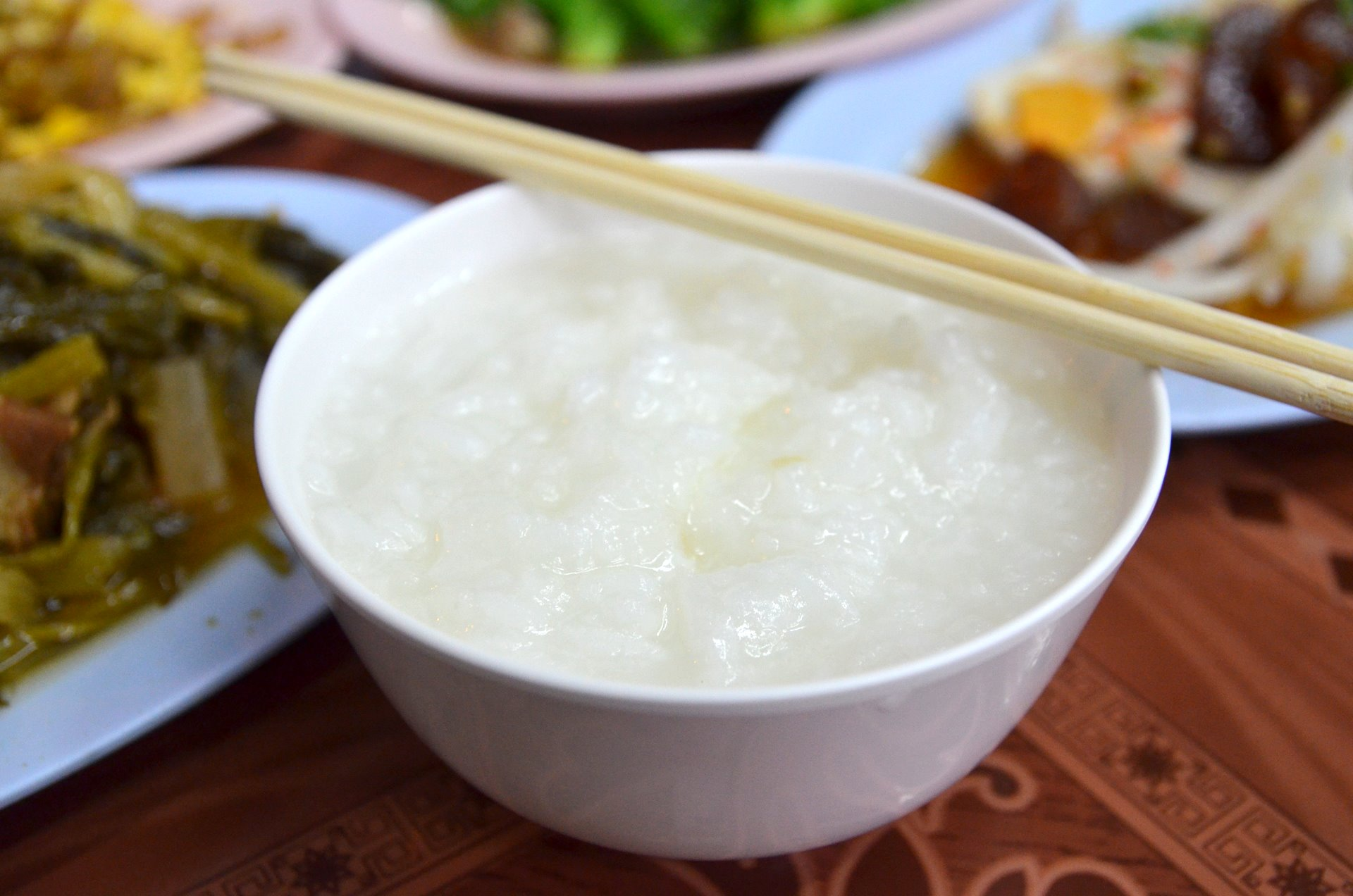
Khao tom kui

La khao tom (ข้าวต้ม, "riso bollito") si cucina con chicchi di riso interi, e differisce dalla jok anche per la più breve cottura (tra i 30 e i 45 minuti) che lascia i chicchi molto teneri ma non dissolti e l'insieme più brodoso della jok. Viene servita come zuppa con l'aggiunta verso fine cottura di ingredienti a piacere come verdure, maiale, pesce ecc, o viene servita senza l'aggiunta di alcun ingrediente al posto del riso in bianco al vapore per accompagnare pietanze varie. In questo caso prende il nome khao tom kui (ข้าวต้มกุ๊ย).

#### Vietnam

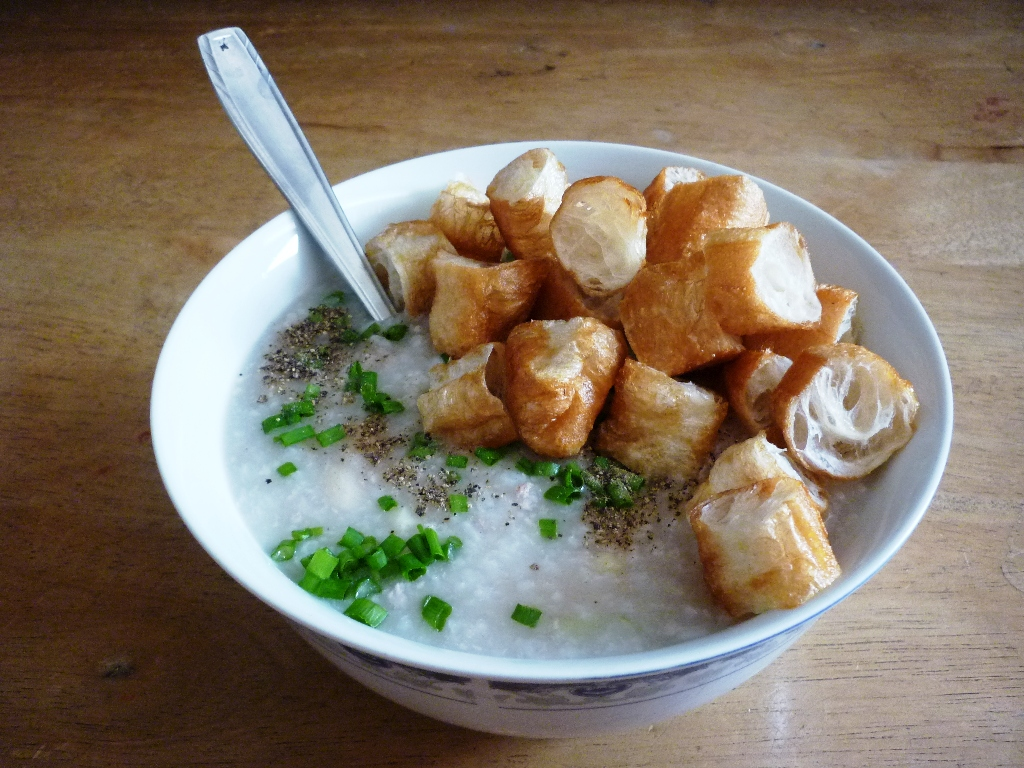
Cháo vietnamita con l'aggiunta di quẩy

In Vietnam il congee viene chiamato cháo, e la sua versione con il solo riso come ingrediente è detta cháo hoa. Altre popolari versioni vegetariane sono quella con sottaceti e tofu fermentato, spesso consumata a colazione, e quella con funghi, detta cháo nấm rơm, della quale esistono diverse versioni. I congee vietnamiti vengono di solito serviti con a fianco un piatto di quẩy, lo youtiao vietnamita.
Una delle più diffuse varianti con carne è quella con il pollo, detta cháo gà, cucinata con aglio, zenzero e brodo di pollo; il pollo viene servito a parte su cavolo e scalogno conditi con aceto. Molto simile è la versione con anatra, detta cháo vịt. Il cháo lòng heo si cucina con frattaglie di maiale e anatra e fette di sangue di maiale rappreso. Il cháo bầu dục è un congee a base di reni di maiale particolarmente diffuso nelle zone rurali del Sud.

### Asia meridionale

#### India meridionale
In Karnataka un porridge di puro riso, o la spessa acqua da riso stracotto, sono noti come ganji o kanji. Il Kanji viene anche preparato con differenti grani disponibili in diverse parti del Karnataka, per esempio miglio perlato, miglio, grano duro, mais. Nei distretti costieri di Dakshina Kannada e Udupi della regione di Karavali nello Stato di Karnataka, il Ganji, preparato dal riso parboiled o riso rosso o riso integrale o bianco era un alimento principale per la maggior parte degli abitanti di quei distretti. Anche uno speciale tipo di Ganji viene preparato nell'occasione del Dwadashi dalle casalinghe Tulu parlanti Shivalli Brahmins.
Ancor oggi molte casalinghe in quei distretti hanno come cibo principale il Ganji. In Kerala viene mangiato come porridge, con lenticchie verdi o chutney. Il Kanji viene preparato con riso o ragi. Noci e spezie vengono aggiunte al kanji a seconda della disponibilità economica della famiglia o delle esigenze di salute. Il riso kanji viene preparato facendo bollire riso in molta acqua. In questa preparazione, si aggiungono o latte e zucchero o yoghurt e sale. Il Ragi kanji viene preparato facendo seccare all'ombra i germogli di ragi e quindi trasformandoli in una polvere liscia. Questa polvere viene aggiunta ad acqua e cotta. Latte e zucchero di canna vengono aggiunti a questa preparazione cotta in quantità dipendente dai gusti. Il Ragi kanji può essere dato anche ai bambini di età superiore ai sei mesi. Un'altra preparazione kanji utilizza "jaggery" (sago) in lingua "kanji". Il Sago viene arrostito a secco e polverizzato con o senza zucchero. Il sago in polvere viene bollito in acqua fino a cottura. Questo viene mangiato a tutte le età, dagli adulti ai bambini oltre i tre mesi.
Nella regione Konkan dell'India, il congee è noto come pez, è di facile digestione ed è considerato un rimedio per trattare la febbre. La comunità di contadini e di lavoratori manuali, d'altra parte, lo consumano giornalmente nella tarda mattinata come fonte di energia. Varianti di questo piatto comprendono lo nachnyachi pez, che è preparato con ragi e riso, athwal o metheachi pez, è la versione più dolce fatta con riso, fenugreek e jaggery, ed è usualmente un cibo per madri che allattano. Il riso qui è normalmente ingerito bollito, con pesce secco, verdure o sottaceti.
Nello Stato del Kerala, il kanji è considerato dalla maggioranza una portata principale, specialmente per la cena. Esso è ancora popolare, benché abitualmente utilizzato regolarmente solo dalle fasce di popolazione di condizione socio-economica più limitata. Normalmente viene assunto con chutney di noci di cocco arrostite, fagiolo mungo verde sbattuto, noto localmente come payar, pappadam (crackers di lenticchie) arrostito, puzhukku (un contorno fatto principalmente di radici di tuberi/germogli sotterranei, specialmente durante il Thiruvathira); talvolta le noci di cocco vengono aggiunte al kanji per aumentarne l'aroma. I domestici reali come le persone ricche si cibavano di uno speciale genere di kanji chiamato palkanji (lett. "latte congee") dove il latte era sostituto della base in acqua. Durante il mese di Malayalam di Karkkidakam, viene prodotto un medicinale kanji usando erbe ayurvediche, latte e jaggery. Karkkidakam è noto come il mese delle malattie dal momento in cui il monsone inizia durante il Karkkidakam. Il Karikkidaka kanji viene mangiato per rafforzare il sistema immunitario.
Casalinghe povere usavano ricuocere il riso avanzato e tutti i curry non consumati nell'acqua del congee facendo un piatto misto noto come pazhamkanji (congee vecchio).
Pazhamkanji significa "vecchio congee" (avanzato dal giorno precedente). Esso non è necessariamente cibo di gente povera, né viene necessariamente riscaldato insieme a curry avanzati.
Secondo lo scrittore indiano Madhur Jaffrey, il kanji è, o deriva da, una parola Tamil che sta per "bollente"—che si riferisce al porridge, ma anche a qualsiasi acqua nella quale è stato cotto il riso. 
I musulmani dell'India meridionale quali i tamil musulmani, mappila e beary preparano speciali "congee" durante il Ramadan chiamati nombu kanj (lit. fasting porridge). Questo viene preparato aggiungendo al congee spezie quali curcuma, ginger secco, pepe, cipolla e pasta di noce di cocco. Talvolta vengono aggiunti semi di trigonella foenum-graecum per esaltarne l'aroma.
A Goa e nei distretti di Udupi e Dakshina Kannada, si mangia abitualmente riso ganji in una variante dei popoli parlanti kannada, tulu o konkani nelle zone di Udupi e Mangalore (Karnataka, India meridionale). Qui il riso parboiled (kocheel akki) in Kannada, (oorpel aari) per riso nero, (bolenta aari) per riso bianco a Tulu, ukde tandool nel Konkani, viene bollito in una gran quantità di acqua. Jain ganji matt sono famosi in questi distretti. Generalmente, vengono serviti semplici ganji con sottaceti e latte, in Jain matts. La noce di cocco fresca viene grattata e il latte che ne vien fuori scremato e aggiunto al ganji (chiamato paez o pyaaz nel Konkani), chè è servito caldo o con curry di pesce, salsa di noce di cocco o sottaceti indiani. A Goa, viene normalmente servito con pesce cotto secco o fresco, papadum o vegetali.
Nello Stato di Andhra Pradesh, è chiamato ganji in Telugu. Il ganji viene preparato bollendo il riso in acqua molto abbondante e il relativo liquido filtrato è noto con il nome di Ganji. Viene mescolato con latte per aumentarne l'aroma ed è anche prescritto dai medici ai pazienti di salute cagionevole.
Il kaanji è un tradizionale piatto della cucina dell'Orissa: si tratta di una zuppa come il dal, ma con un sapore leggermente più acido. Viene prodotto con amido di riso fermentato per qualche giorno in una terrina e viene considerato un piatto salutare, come molti vegetali invernali che sono usati quali primi ingredienti. Viene stagionato con semi di senape e di curcuma e viene servito molto caldo. Il pakhala è un piatto a parte con alcune analogie al congee.
Nel buddista Yāgu Sutta dell'Aṅguttara Nikāya (AN 5.207), il Buddha raccomanda di mangiare il porridge di riso "yāgu":
Il congee è anche un cibo popolare nel Kerala. Esso viene occasionalmente preparato con riso. Si tratta di un semplice kanji con chili verde e latte di cocco, così che viene chiamato in Kerala paal kanji. Esso è anche un cibo famoso nel Tamil Nadu.
Nel Tamil questo è chiamato Chithirai kanji, essendo Chithirai il monte Tamil; in aprile/maggio viene preparato per il festival di questo mese: si tratta di un semplice kanji con chili verde, cipolle e latte di cocco.

#### Sri Lanka

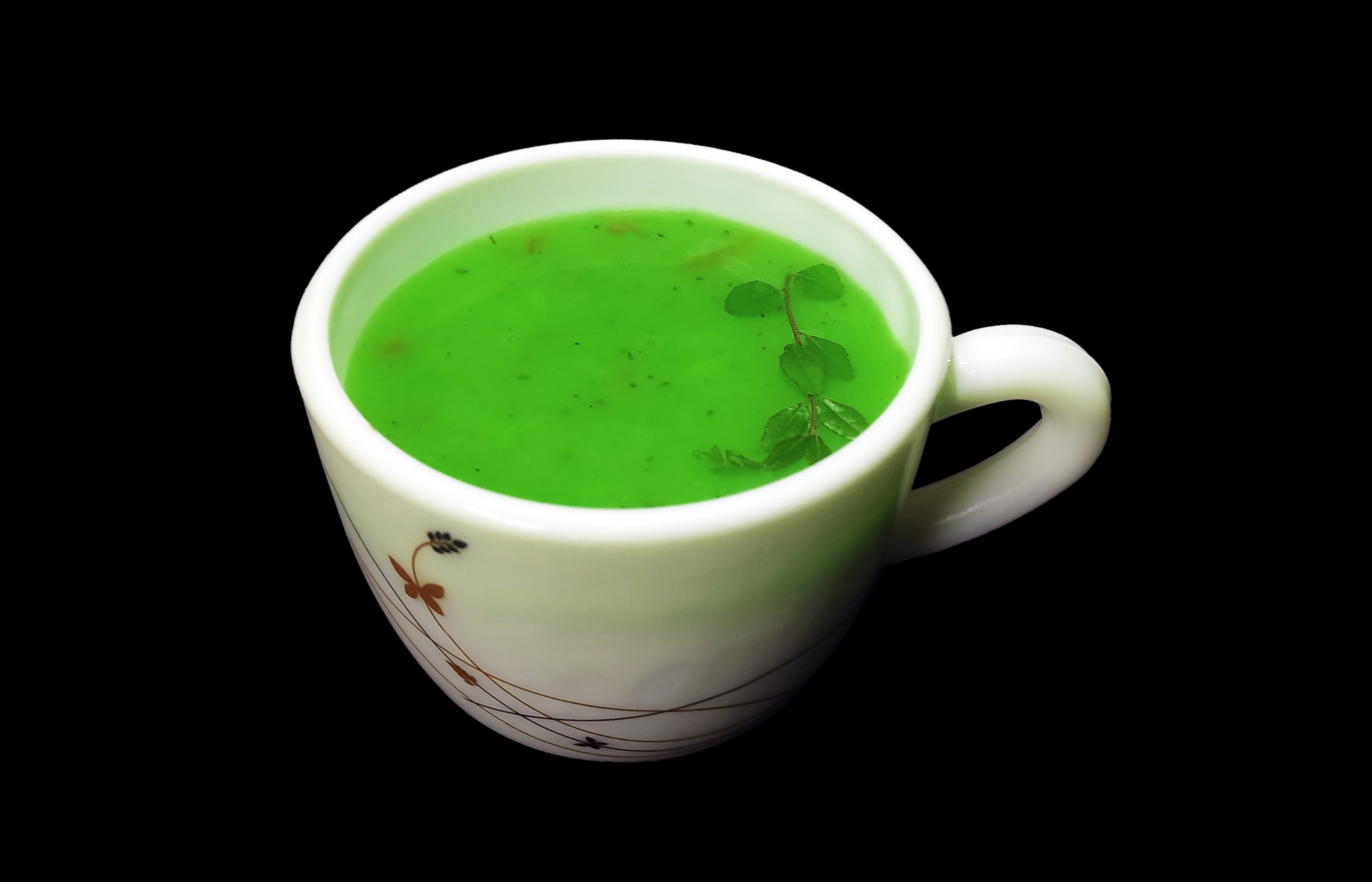
Kola kenda.

In Sri Lanka, numerosi tipi di congee sono noti come kenda in singalese. I singalesi consumano il kenda a colazione, un piatto di contorno, un accessorio per le terapie mediche indigene, e un dolce kenda può essere preparato con molti ingredienti compreso il riso, riso arrostito, farina di riso, sago, latte di cocco, erbe, tuberi, farina kitul e fagioli. Quando viene preparato con soli riso e acqua è noto come hal kenda; se viene aggiunto sale per ottenere un gusto più sapido, prende il nome di lunu kenda, un piatto dietetico comunemente usato in una terapia purgativa nelle tradizioni mediche indigene; se viene usato riso arrostito prende il nome bendi hal kenda, utilizzato per trattare la dissenteria. Se i principali ingredienti sono farina di riso e latte di cocco è noto come kiriya; se si utilizza farina di ragi (Eleusina coracana) e acqua, prende il nome kurakkan anama; se si aggiunge latte di cocco è il kurakkan kenda e se si usa del sagù è noto come sawu kenda. Una speciale versione preparata con i sottoprodotti dell'olio di cocco prende il nome pol kiri kenda. Vi sono molte varietà di kola kenda, congee che hanno per ingredienti erbe balsamiche come il behet kenda. Gli abitanti dei villaggi usano specifici tuberi per preparare il kenda come i diascorea. Se la farina kitul viene mescolata con acqua bollente e latte di cocco prende il nome kitul piti kenda; il kenda preparato con fagioli mungo è mung eta kenda.
Il più delle volte i kiriya, kurakkan kenda, sawu kenda, pol kiri kenda e kitul piti kenda sono usati come dolci con l'aggiunta di dolcificanti vari come zucchero, canditi, datteri, acini, anacardi e jaggery. Il kenda è anche un cibo per i musulmani tamil del Paese consumato come Ifṭār durante il Ramadan. Viene occasionalmente fatto con avena. I tamil e i musulmani dello Sri Lanka lo chiamano arisi kanji (riso kanji) e possono prepararlo con pollo o vitello. Altri tipi di kanji sono quelli con il latte (paal kanji) e il sapido Chithirai kanji, cucinato con peperoncino verde, cipolle e latte di cocco per le festività del Chithirai, il mese coincidente con aprile/maggio.